# Đảng Xã hội Ba Lan - Phe Cách mạng
Đảng Xã hội Ba Lan - Phe Cách mạng (tiếng Ba Lan: Polska Partia Socjalistyczna – Frakcja Rewolucyjna, PPS – FR) còn được gọi là Phe cũ (tiếng Ba Lan: Starzy) là một trong hai phe mà Đảng Xã hội Ba Lan chia rẽ vào năm 1906. Mục tiêu chính của Phe Cách mạng là khôi phục một nước Ba Lan độc lập, được hình dung như một nền dân chủ đại diện.
Phe đối lập là Đảng Xã hội Ba Lan - Cánh tả (còn được gọi là PPS - L hoặc Phe trẻ), tin rằng Ba Lan nên là một quốc gia xã hội chủ nghĩa, được thành lập thông qua cách mạng vô sản, và có thể là một phần của một số quốc gia cộng sản quốc tế lớn hơn.
Với sự thất bại của cuộc cách mạng ở Vương quốc Ba Lan (1905-1907) PPS - L mất dần sự phổ biến, và PPS - FR giành lại quyền thống trị. Năm 1909 PPS – FR đổi tên trở lại thành Polska Partia Socjalistyczna (Đảng Xã hội Ba Lan); PPS - L ngày càng cận biên đã hợp nhất với Dân chủ Xã hội của Vương quốc Ba Lan và Lithuania vào năm 1918 để thành lập Đảng Cộng sản Ba Lan. Trong thời gian đó, PPS đã hỗ trợ các hoạt động quân phiệt ủng hộ độc lập của Tổ chức Chiến đấu của Đảng Xã hội Ba Lan và Związek Walki Czynnej.
Các nhà hoạt động của PPS – FR là: Józef Piłsudski, Kazimierz Pużak, Tomasz Arciszewski, Rajmund Jaworowski, Leon Wasilewski, Mieczysław Niedziałkowski, Walery Sławek, Norbert Barlicki, Jędrzej Moraczewski.